# French Open
French Open, der også kaldes Roland Garros (fransk: Les internationaux de France de Roland-Garros eller Tournoi de Roland-Garros), opkaldt efter den franske luftfartspioner Roland Garros, er den anden af kalenderårets fire grand slam-turneringer i tennis. Den bliver afholdt over to uger fra slutningen af maj til starten af juni på anlægget Stade Roland Garros i Paris, Frankrig.
French Open er den eneste grand slam-turnering, som spilles på grusbaner, og det er derfor sæsonens mest prestigefyldte grusturnering. På grund af det langsomme underlag og femsætskampe (i herresingle) uden tiebreak i femte sæt anses den for verdens mest fysisk krævende tennisturnering. Dog anvendes der siden 2023 matchtiebreak til 10 point i 5. sæt hos mændene og 3. sæt hos kvinderne.
Turneringens officielle franske navn er Les internationaux de France de Roland-Garros eller Tournoi de Roland-Garros ("Roland Garros' franske internationale" eller "Roland Garros-turnering" på dansk), men på engelsk og dansk bliver turneringen normalt omtalt som French Open. Turneringen anvender imidlertid selv navnet Roland Garros på alle sprog, herunder engelsk. Franske retstavningsregler dikterer, at navne på steder eller begivenheder opkaldt efter en person, sammenknyttes med en bindestreg. Derfor bør navnet på arenaen og turneringen på fransk staves Roland-Garros.

## Historie
I 1891 blev der for første gang afholdt et nationalt fransk tennismesterskab, der kun var åbent for tennisspillere, der var medlem af en fransk klub. Den første vinder var briten H. Briggs, som boede i Paris. Turneringen hed Championnat de France, som på dansk svarer til fransk mesterskab. Den første damesingleturnering blev afholdt i 1897. Mixed double-rækken blev tilføjet i 1902, mens damedouble for første gang blev spillet i 1907. Denne turnering blev spillet hvert år indtil 1924. I de år blev den spillet fire forskellige steder:
- Île de Puteaux i Puteaux, spillet på et underlag bestående af knuste murbrokker dækket med et lag sand.
- Racing Club de France i Bois de Boulogne, Paris, spillet på et underlag af grus.
- Tennis Club de Paris i Auteuil, Paris, spillet på et underlag af grus.
- Én gang, i 1909, blev den spillet i Société Athlétique de la Villa Primrose i Bordeaux, på grus.

En anden turnering, VM i tennis på hardcourt, blev spillet på grusbaner i Stade Français i Saint-Cloud fra 1912 til 1914, samt i 1920, 1921 og 1923, og i Bruxelles i 1922, bliver til tider også anset for en forgænger for French Open, eftersom det mesterskab var åbent for udenlandske spillere.
I 1925 blev de franske mesterskaber åbnet for alle amatører, herunder udlændinge, og blev samtidig udnævnt som "major tournament" af ILTF. Denne turnering blev afholdt i Stade Français i Saint-Cloud (hvor det nu nedlagte VM i tennis på hardcourt blev spillet) i 1925 og 1927, på grus. I 1926 var Racing Club de France (spillestedet for mesterskabet kun for franske klubmedlemmer) vært for turneringen, igen på grus. I 1928 blev Stade Roland-Garros åbnet, og turneringen er blevet spillet der lige siden. Efter at "musketererne" (René Lacoste, Jean Borotra, Henri Cochet og Jacques Brugnon) vandt Davis Cup i USA i 1927 besluttede franskmændene at forsvare trofæet i 1928 på et nyt tennisstadion i Porte d'Auteuil. Stade de France havde tilbudt tennisforbundet tre hektar jord på betingelse af at det nye stadion blev opkaldt efter piloten Roland Garros. Det nye Stade de Roland Garros, og dets Court Central, som blev døbt Court Philippe Chatrier i 1988, dannede ramme for den Davis Cup-kamp.
I 1946 og 1947 blev de franske mesterskaber afholdt efter Wimbledon-mesterskaberne, hvilket betød at de var den tredje grand slam-turnering i de kalenderår.
I 1968 blev de franske mesterskaber åbnet for både amatører og professionelle spillere, hvilket betød at French Open 1968 var den første grand slam-turnering i tennissportens åbne æra.
Siden 1981 er der uddelt tre nye præmier:
- Prix Orange (til spilleren, der udviser bedst sportsmanship og samarbejdsvillighed over for pressen).
- Prix Citron (til spilleren med den mest markante karakter og personlighed).
- Prix Bourgeon (til spilleren, der er årets åbenbaring).

I 2006 blev turneringen udvidet fra 14 til 15, idet starten blev rykket fra mandag til søndag, hvor der blev afviklet 12 singlekampe på anlægges tre hovedbaner. I marts 2007 blev det offentliggjort, at turneringen for første gang ville udbetale lige store præmiepenge til mænd og kvinder i alle runder.

## Titler
Der spilles om fem mesterskaber for elitespillere:
- French Open-mesterskabet i herresingle
- French Open-mesterskabet i damesingle
- French Open-mesterskabet i herredouble
- French Open-mesterskabet i damedouble
- French Open-mesterskabet i mixed double

Derudover spilles der om fire juniortitler:
- French Open-mesterskabet i drengesingle
- French Open-mesterskabet i pigesingle
- French Open-mesterskabet i drengedouble
- French Open-mesterskabet i pigedouble

Der afvikles endvidere rækker i kørestolstennis, mens der også afvikles opvisningskampe med særligt inviterede tidligere stjernespillere.

## Præmier

### Præmiepenge 2024
| 2024         | Vinder     | Finalist   | Semifinalist | Kvartfinalist | Taber i 4. runde | Taber i 3. runde | Taber i 2. runde | Taber i 1. runde | Taber i 3. kval.runde | Taber i 2. kval.runde | Taber i 1. kval.runde |
| Single       | €2,400,000 | €1,200,000 | €650,000     | €415,000      | €250,000         | €158,000         | €110,000         | €73,000          | €41,000               | €28,000               | €20,000               |
| Double       | €590,000   | €295,000   | €148,000     | €80,000       | €43,500          | €27,500          | €17,500          | –                | –                     | –                     | –                     |
| Mixed double | €122,000   | €61,000    | €31,000      | €17,500       | €10,000          | €5,000           | –                | –                | –                     | –                     | –                     |